# 江袋教会
江袋教会（えぶくろきょうかい）は、長崎県南松浦郡新上五島町曽根郷にあるカトリック教会。

## 歴史
1882年（明治15年）にパリ外国宣教会のブレル神父の指導の下に建設された。1948年（昭和23年）以降は約2km北にある仲知教会の巡回教会となっているが、実際にミサ等に使用されている木造教会では国内最古のものだった。
2007年（平成19年）2月12日、漏電の影響で火災が発生し全焼。カトリック長崎大司教区は調査・検討の結果、焼け残った一部の建材をそのまま利用して元の位置に復元するといった工事を行うことを決定、教会内外で募金活動を始めた。また、新上五島町は町の有形文化財に指定し、町と長崎県も復元費用を予算に計上した。こうして準備調査の後、2008年6月に復元工事が始まり、2010年3月に修復は完了して2010年5月9日、髙見三明・カトリック長崎大司教司式により落成記念ミサ・落成式が行われた。 2009年9月10日に長崎県指定文化財指定となった。

## 所在地
〒857-4602 長崎県南松浦郡新上五島町曽根郷195-2

## 交通アクセス
- 青方港（中通島）から車で約40分
- 有川港（中通島）から車で約45分